# Sattleria
Sattleria é um gênero de traça pertencente à família Agonoxenidae.